# 噺家が闇夜にコソコソ
『噺家が闇夜にコソコソ』（はなしかがやみよにコソコソ）は、フジテレビ系列で2014年4月1日未明（3月31日深夜）から9月23日未明（9月22日深夜）まで放送されたバラエティ番組である。2013年12月30日1:55 - 2:55（29日深夜）にパイロット版を放送しており、そのレギュラー化である。

## 番組内容
若手落語家たちが今話題のニュースの裏側を自ら綿密に取材し、その題材を巧みな話術と独自の切り口で一本の噺に仕立てて披露する。番組後半には今話題のニュースの内容をお題にした大喜利を行う「ニュース大喜利」のコーナーがある。

## 出演者

### 司会
- 今田耕司
- 壇蜜
- 立川談春

### 落語家
スタジオレギュラー
- 林家彦いち
- 立川談笑
- 桃月庵白酒[1]
- 春風亭一之輔[2]
- 春風亭ぴっかり☆

ニュース大喜利レギュラー
- 林家たけ平
- 立川春吾
- 立川吉笑
- 桂宮治

## ネット局
| 放送対象地域   | 放送局             | 系列           | 放送期間       | 放送日時                      | 遅れ日数   |
| -------------- | ------------------ | -------------- | -------------- | ----------------------------- | ---------- |
| 関東広域圏     | フジテレビ         | フジテレビ系列 | 2014年4月1日 - | 火曜 0:10 - 0:35 （月曜深夜） | 制作局     |
| 北海道         | 北海道文化放送     | フジテレビ系列 | 2014年4月1日 - | 火曜 0:10 - 0:35 （月曜深夜） | 同時ネット |
| 岩手県         | 岩手めんこいテレビ | フジテレビ系列 | 2014年4月1日 - | 火曜 0:10 - 0:35 （月曜深夜） | 同時ネット |
| 宮城県         | 仙台放送           | フジテレビ系列 | 2014年4月1日 - | 火曜 0:10 - 0:35 （月曜深夜） | 同時ネット |
| 秋田県         | 秋田テレビ         | フジテレビ系列 | 2014年4月1日 - | 火曜 0:10 - 0:35 （月曜深夜） | 同時ネット |
| 山形県         | さくらんぼテレビ   | フジテレビ系列 | 2014年4月1日 - | 火曜 0:10 - 0:35 （月曜深夜） | 同時ネット |
| 福島県         | 福島テレビ         | フジテレビ系列 | 2014年4月1日 - | 火曜 0:10 - 0:35 （月曜深夜） | 同時ネット |
| 新潟県         | 新潟総合テレビ     | フジテレビ系列 | 2014年4月1日 - | 火曜 0:10 - 0:35 （月曜深夜） | 同時ネット |
| 富山県         | 富山テレビ         | フジテレビ系列 | 2014年4月1日 - | 火曜 0:10 - 0:35 （月曜深夜） | 同時ネット |
| 石川県         | 石川テレビ         | フジテレビ系列 | 2014年4月1日 - | 火曜 0:10 - 0:35 （月曜深夜） | 同時ネット |
| 福井県         | 福井テレビ         | フジテレビ系列 | 2014年4月1日 - | 火曜 0:10 - 0:35 （月曜深夜） | 同時ネット |
| 長野県         | 長野放送           | フジテレビ系列 | 2014年4月1日 - | 火曜 0:10 - 0:35 （月曜深夜） | 同時ネット |
| 静岡県         | テレビ静岡         | フジテレビ系列 | 2014年4月1日 - | 火曜 0:10 - 0:35 （月曜深夜） | 同時ネット |
| 中京広域圏     | 東海テレビ         | フジテレビ系列 | 2014年4月1日 - | 火曜 0:10 - 0:35 （月曜深夜） | 同時ネット |
| 近畿広域圏     | 関西テレビ         | フジテレビ系列 | 2014年4月1日 - | 火曜 0:10 - 0:35 （月曜深夜） | 同時ネット |
| 島根県・鳥取県 | 山陰中央テレビ     | フジテレビ系列 | 2014年4月1日 - | 火曜 0:10 - 0:35 （月曜深夜） | 同時ネット |
| 岡山県・香川県 | 岡山放送           | フジテレビ系列 | 2014年4月1日 - | 火曜 0:10 - 0:35 （月曜深夜） | 同時ネット |
| 広島県         | テレビ新広島       | フジテレビ系列 | 2014年4月1日 - | 火曜 0:10 - 0:35 （月曜深夜） | 同時ネット |
| 愛媛県         | テレビ愛媛         | フジテレビ系列 | 2014年4月1日 - | 火曜 0:10 - 0:35 （月曜深夜） | 同時ネット |
| 高知県         | 高知さんさんテレビ | フジテレビ系列 | 2014年4月1日 - | 火曜 0:10 - 0:35 （月曜深夜） | 同時ネット |
| 福岡県         | テレビ西日本       | フジテレビ系列 | 2014年4月1日 - | 火曜 0:10 - 0:35 （月曜深夜） | 同時ネット |
| 佐賀県         | サガテレビ         | フジテレビ系列 | 2014年4月1日 - | 火曜 0:10 - 0:35 （月曜深夜） | 同時ネット |
| 長崎県         | テレビ長崎         | フジテレビ系列 | 2014年4月1日 - | 火曜 0:10 - 0:35 （月曜深夜） | 同時ネット |
| 熊本県         | テレビくまもと     | フジテレビ系列 | 2014年4月1日 - | 火曜 0:10 - 0:35 （月曜深夜） | 同時ネット |
| 鹿児島県       | 鹿児島テレビ       | フジテレビ系列 | 2014年4月1日 - | 火曜 0:10 - 0:35 （月曜深夜） | 同時ネット |
| 沖縄県         | 沖縄テレビ         | フジテレビ系列 | 2014年4月1日 - | 火曜 0:10 - 0:35 （月曜深夜） | 同時ネット |

## スタッフ
- 企画編成：赤池洋文（以前はプロデューサー）
- 構成：鈴木おさむ、北本かつら、有川周一、清水寛生、松本建一
- ナレーション：萩原えみこ
- TD／SW：坂本淳一
- CAM：今井健一
- VE：藤崎康広
- AUD：浅岡利津子
- 照明：安藤雄郎
- 美術プロデューサー：平岡慶大
- 美術デザイン：棈木陽次
- 美術進行：村瀬大
- 大道具：新倉広真
- 装飾：門間誠
- アクリル装飾：國母淳一
- 植木装飾：広田明
- 衣装：津幡真優
- メイク：山田かつら
- 編集：井上三郎、渡邊茂樹
- MA：足達健太郎
- 音効：北澤寛之
- TK：星美香
- デスク：宮下智澄、吉岡沙織
- 広報：山本麻祐子
- 技術協力：fmt、IMAGICA、RENOVATIO、東京オフラインセンター
- 衣装協力：三松
- リサーチ：BLUE MOUNTAIN
- AD：櫻井弘美、大原麻那、田中緑、溝端幹央、河合ちはる
- AP：島田源太郎
- 制作プロデューサー：青木広美、高橋洋子
- ディレクター：篠崎友和、犬飼義啓、福司龍太
- 演出：加藤智章
- プロデューサー：朝妻一
- チーフプロデューサー：中嶋優一
- 制作：フジテレビバラエティ制作部
- 制作著作：フジテレビ